# Dervio
Dervio é uma comuna italiana da região da Lombardia, província de Lecco, com cerca de 2.741 habitantes. Estende-se por uma área de 11 km², tendo uma densidade populacional de 249 hab/km². Faz fronteira com Bellano, Cremia (CO), Dorio, Introzzo, Pianello del Lario (CO), Santa Maria Rezzonico (CO), Sueglio, Tremenico, Vendrogno, Vestreno.

## Demografia
| Variação demográfica do município entre 1861 e 2011                               |
|                                                                                   |
| Fonte: Istituto Nazionale di Statistica (ISTAT) - Elaboração gráfica da Wikipedia |